# 山 (姓)
山（さん、やま）は、日本人、朝鮮人および中国人の姓の一つ。

## 中国の姓
主な由来は、周の有山氏だが、『魏書』官氏志によると南北朝時代の北方民族の吐難氏が改姓して山氏と名乗った例もあるようだ。
この姓を持つ歴史上の人物としては、三国時代の文化人山濤がいる。希少姓の一つで、2006年の中国科学院の調査では、希少姓の3位に挙がっていて、中国全土でこの姓を持つ人は現在2000人しかいないという。なお、1位が「難」で、2位は「死」である。また、この調査に挙がった山氏は、主に南宋期の岳飛の一家が、秦檜らの迫害をかわすために改姓した者の末裔、となっており、2000という数字とあわせて考えれば、山濤らの系統は既に絶えている可能性も否定できない。一方、台湾の2018年の統計では385番目に多い姓で、308人がいる。

## 朝鮮の姓
山（サン、朝: 산）は、朝鮮人の姓の一つである。
2015年の韓国の国勢調査による人口は9人。うち8人は漢城山氏で、残りの1人の本貫は不明。

## 日本の姓
日本では全国人口約3,000人で、山公、山直、山首、山宿禰、山朝臣などの子孫から由来しており、石川県に多く分布している。